# Перелік ударів по житловій забудові під час російського вторгнення (грудень 2022)
Удари по житловій забудові України під час російсько-української війни — воєнний злочин, скоєний російськими військовими під час повномасштабного військового вторгнення в Україну.
У переліку подано інформацію про удари по житловій та громадській забудові яка була опублікована у відкритих джерелах. Подано інформацію про атаки протягом грудня 2022 року.

## Загальна інформація
Згідно моніторингової місії ООН з прав людини в Україні відомо про 208 загиблих цивільних українців протягом грудня 2022 року.

### Руйнування населених пунктів прилеглих до лінії зіткнення
У населених пунктах які знаходяться біля лінії бойового зіткнення, постійно відбуваються обстріли житлової та іншої цивільної забудови (у тому числі медичних установ, навчальних закладів, комерційної забудови). Впродовж грудня 2022 року, обстріли відбувалися вздовж прикордонних громад Чернігівщини, Сумщини, та Харківщини, а також громад Запорізької, Дніпропетровської, Херсонської та Миколаївської областей із використанням ракет, безпілотників, мінометів, артилерії, реактивних систем залпового вогню, вогнем бронетехніки та стрілецької зброї.
Вздовж державного кордону:
- У Чернігівській області — Корюківська, Новгород-Сіверська, Семенівська, Сновська громади.
- У Сумській області — Білопільська, Великописарівська, Глухівська, Краснопільська, Миропільська, Новослобідська, Путивльська, Хотінська, Юнаківська громади.
- У Харківській області — Вільхуватська, Вовчанська, Дворічанська, Дергачівська, Золочівська, Липецька громади

Між тимчасово окупованою територією:
- У Харківській області — Борівська, Дворічанська, Ізюмська, Кіндрашівська, Куп'янська, Курилівська, Оскільська, Петропавлівська громади
- У Луганській області — Красноріченська, Лисичанська громади
- У Донецькій області — Званівська, Сіверська громади
- У Запорізькій області —
- У Херсонській області —
- У Миколаївській області —

## Перелік
Червоним кольором позначені атаки у яких відомо про загибель людей.
| дата і місце                                      | дата і місце                        | тип зброї          | подробиці атаки, жертви (загиблі/поранені)                               | подробиці атаки, жертви (загиблі/поранені) |
| ------------------------------------------------- | ----------------------------------- | ------------------ | ------------------------------------------------------------------------ | ------------------------------------------ |
| 02/12                                             | Харківська обл., Клугино-Башкирівка | С-300              | житловий будинок                                                         | 0/2                                        |
| 02/12                                             | Запоріжжя                           | С-300              | промислова та цивільна інфраструктура                                    | —                                          |
| 03/12                                             | Запорізька обл., Вільнянськ         | С-300              | цивільна інфраструктура                                                  | —                                          |
| Масований ракетний обстріл України 5 грудня 2022  |                                     |                    |                                                                          |                                            |
| 05/12                                             | Запоріжжя                           | С-300              | промислова та цивільна інфраструктура                                    | 2/2                                        |
|                                                   |                                     |                    |                                                                          |                                            |
| 06/12                                             | Донецька обл., Краматорськ          | Іскандер           | промислова та житлова інфраструктура                                     | 1/3                                        |
| 06/12                                             | Донецька обл., Малотаранівка        | С-300              | цивільна інфраструктура                                                  | —                                          |
| 07/12                                             | Запорізька обл., Запорізький р-н    | С-300              | цивільна інфраструктура                                                  | 0/3                                        |
| 12/12                                             | Херсон                              | артобстріл         | артобстріл житлових кварталів                                            | 2/7                                        |
| 12/12                                             | Херсон                              | артобстріл         | повторний артобстріл житлових кварталів                                  | 2/7                                        |
| 12/12                                             | Донецька обл., Костянтинівка        | ракетний удар      | цивільна інфраструктура                                                  | —                                          |
| 12/12                                             | Херсонська обл., Олешки             | ракетний удар      | дитячий садок                                                            | 0/3                                        |
| 13/12                                             | Запорізька обл., Комишуваха         | С-300              | цивільна інфраструктура                                                  | —                                          |
| 13/12                                             | Харківська обл., Купʼянськ          | С-300              | цивільна інфраструктура                                                  | 0/1                                        |
| 13/12                                             | Донецька обл., Краматорськ          | ракетний удар      | будівля інституту                                                        | —                                          |
| 14/12                                             | Харківська обл., Купʼянськ          | С-300              | цивільна інфраструктура                                                  | 0/1                                        |
| 14/12                                             | Харківська обл., Великі Хутори      | ракетний удар      | дитячий садок                                                            | —                                          |
| 15/12                                             | Запорізька обл., Оріхів             | ракетний удар      | цивільна інфраструктура                                                  | 0/2                                        |
| Масований ракетний обстріл України 16 грудня 2022 |                                     |                    |                                                                          |                                            |
| 16/12                                             | Дніпропетровська обл., Кривий Ріг   | ракетний удар      | цивільна інфраструктура                                                  | 5/8                                        |
| 16/12                                             | Херсонська обл., Каховка            | С-300              | Завод КЗЕСО, дах житлового будинку                                       | —                                          |
|                                                   |                                     |                    |                                                                          |                                            |
| 17/12                                             | Херсонська обл., Таврійськ          | мінометний обстріл | житлові будинки                                                          | —                                          |
| 17/12                                             | Донецька обл., Краматорськ          | ракетний удар      | цивільна інфраструктура                                                  | —                                          |
| 20/12                                             | Херсон                              | С-300              | цивільна інфраструктура                                                  | —                                          |
| 21/12                                             | Миколаївська обл., Очаків           | ракетний удар      | цивільна інфраструктура                                                  | 0/2                                        |
| 22/12                                             | Донецька обл., Краматорськ          | ракетний удар      | промислова та цивільна інфраструктура                                    | —                                          |
| 23/12                                             | Донецька обл., Краматорськ          | С-300              | цивільна інфраструктура                                                  | —                                          |
| 24/12                                             | Запорізька обл., Запорізький р-н    | ракетний удар      | цивільна інфраструктура                                                  | —                                          |
| 24/12                                             | Херсонська обл., Каховка            | С-300              | житлові будинки, Завод КЗЕСО, ринок, пожежна частина, ресторан, магазини | —                                          |
| 27/12                                             | Херсонська обл., Олешки             | мінометний обстріл | житлові будинки                                                          | 2/5                                        |
| 28/12                                             | Херсонська обл., Олешки             | мінометний обстріл | житлові будинки                                                          | 2/5                                        |
| 28/12                                             | Харків                              | ракетний удар      | цивільна інфраструктура                                                  | 0/1                                        |
| Масований ракетний обстріл України 29 грудня 2022 |                                     |                    |                                                                          |                                            |
| 29/12                                             | Запорізька обл., Степне             | С-300              | цивільна інфраструктура                                                  | —                                          |
| 29/12                                             | Івано-Франківська обл.              | ракетний удар      | житловий будинок                                                         | —                                          |
|                                                   |                                     |                    |                                                                          |                                            |
| 30/12                                             | Херсон                              | артобстріл         | влучання у газопровід, приватні та багатоквартирні будинки               | 0/2                                        |
| Масований ракетний обстріл України 31 грудня 2022 |                                     |                    |                                                                          |                                            |
| 31/12                                             | Хмельницький                        | ракетний удар      | цивільна інфраструктура                                                  | 1/8                                        |
| 31/12                                             | Київ                                | ракетний удар      | цивільна інфраструктура                                                  | —                                          |
| 31/12                                             | Миколаїв                            | Іскандер           | житлові будинки                                                          | —                                          |
|                                                   |                                     |                    |                                                                          |                                            |
| 31/12                                             | Сумська обл.                        | артобстріл         | відомо про остріли житлової та цивільної забудови                        | —                                          |